# Phyllobrotica aslani
Phyllobrotica aslani es una especie de insecto coleóptero de la familia Chrysomelidae. Fue descrita en 1998 por Warchalowski.